# Могзон
Могзо́н — посёлок городского типа в Хилокском районе Забайкальского края. Административный центр городского поселения «Могзонское».
В посёлке — станция Могзон Забайкальской железной дороги на Транссибирской магистрали.
Население — 2894 чел. (2021).

## География
Расположен при впадении реки Хила в Хилок, в 120 км по железной дороге к востоку от районного центра — города Хилок.

## История
В сентябре 1895 года в долине р. Хилок, недалеко от впадения в неё р. Хилы, заложена железнодорожная станция Могзон, где разместилась контора 7-го строительного участка Забайкальской железной дороги. После сдачи дороги начало действовать оборотное паровозное депо. 
В 1900 году открылась церковь во имя св. апостолов Петра и Павла. Церковь построена на средства фонда императора Александра III.   
В январе 1901 г. открылась церковно-приходская школа[1].
До 1903 г. в поселке насчитывалось около 15 домов, но с этого времени он начал быстро разрастаться.
В 1908 г. в поселке было уже 14 торговых и промышленных заведений. Основным занятием могзонского населения являлись служба и подрядные работы на железной дороге[2].
В 1912 г. станция Могзон - большая: деповская, путейская, др. части;  ж. д. жандармская полиция; церковь, школа, приемный покой, почтово-телеграфное отделение. В посёлке живет лесничий вновь учрежденного Могзонского лесничества. Зарегистрировано населения 1.608 чел. Жители занимаются работами на железной дороге, поставкой дров и лесных материалов, а также торговлей, продажей печеного хлеба местным инородцам, ремеслами и земледелием: сеют ярицу, овес, ячмень, гречиху, коноплю, картофель[3].
Могзон являлся центром Могзонской волости, Могзонского сомона и Хилоко-Хоацайского национального района (1931—1935). 
Статус посёлка городского типа  — c 26 декабря 1938 года.
В 1930—1980-х годах здесь базировались железнодорожные и лесоперерабатывающие предприятия, совхоз имени С. Г. Лазо. 
В 1970-е годы велось строительство железнодорожной ветки на Озёрный горно-обогатительный комбинат в 165 км к северу, но проведя линию в  20 км, стройку "забросили". 
На 1991 год в посёлке действовали Загаринский леспромхоз и лесхоз, совхоз «Могзонский», геологоразведочная партия, локомотивное депо, средняя общеобразовательная политехническая школа № 23 Забайкальской ж. д., школа-интернат, 3 детских сада, музыкальная школа, 2 клуба: железнодорожный и леспромхозовский, библиотека, 2 железнодорожных музея, 2 больницы, психоневрологический диспансер.

## Население
| 1959  | 1970  | 1979  | 1989  | 2002  | 2009  | 2010  |
| ----- | ----- | ----- | ----- | ----- | ----- | ----- |
| 9194  | ↘6807 | ↘6476 | ↘6368 | ↘4455 | ↘4221 | ↘3856 |
| 2011  | 2012  | 2013  | 2014  | 2015  | 2016  | 2017  |
| ↘3832 | ↘3770 | ↘3734 | ↘3652 | ↘3593 | ↘3541 | ↘3467 |
| 2018  | 2019  | 2020  | 2021  |       |       |       |
| ↘3410 | ↘3376 | ↘3323 | ↘2894 |       |       |       |

## Экономика
Основное занятие жителей — обслуживание железной дороги, работа на мелких частных предприятиях, личных подсобных хозяйствах.